# فرنسيس نيوتن
فرنسيس نيوتن (بالإنجليزية: Francis Newton)‏ هو لاعب غولف أمريكي، ولد في 3 يناير 1874 في واشنطن العاصمة في الولايات المتحدة، وتوفي في 3 أغسطس 1946 في غرينيتش في الولايات المتحدة.

## وصلات خارجية
- فرنسيس نيوتن على موقع أوليمبيديا (الإنجليزية)